# بختیار موسی‌یف
بختیار موسی‌یف (انگلیسی: Bakhtiyar Musayev؛ زادهٔ ۴ اوت ۱۹۷۳) بازیکن فوتبال اهل جمهوری آذربایجان است.
از باشگاه‌هایی که در آن بازی کرده‌است می‌توان به باشگاه فوتبال خزر لنکران، باشگاه فوتبال باکو، باشگاه فوتبال شمکر، باشگاه فوتبال شفای باکو، باشگاه فوتبال توران توووز، باشگاه فوتبال قره‌باغ، باشگاه فوتبال نفتچی باکو، و باشگاه فوتبال مویک باکو اشاره کرد.
وی همچنین در تیم ملی فوتبال جمهوری آذربایجان بازی کرده‌است.